# Caecum heladum
Caecum heladum är en snäckart som beskrevs av Olsson och Harbison 1953. Caecum heladum ingår i släktet Caecum och familjen Caecidae. Inga underarter finns listade i Catalogue of Life.